# 彼得斯拉尔
彼得斯拉尔（德語：Peterslahr，發音：[ˈpeːtɐslaːɐ̯]）是德国莱茵兰-普法尔茨州韦斯特林山区阿尔滕基兴县的市镇，面积2.32平方千米，2023年12月31日人口为329人。